# Edmond Sumner
Edmond Byron Sumner (ur. 31 grudnia 1995 w Detroit) – amerykański koszykarz, występujący na pozycji rozgrywającego.
W 2013 zdobył brązowy medal podczas turnieju Nike Global Challenge.
6 października 2021 dołączył w wyniku wymiany do Brooklyn Nets. 10 października został zwolniony. 8 lipca 2022 zawarł kolejną umowę z klubem. 29 września 2023 został zawodnikiem Charlotte Hornets. 24 października 2023 opuścił klub.

## Osiągnięcia
Stan na 6 października 2023, na podstawie, o ile nie zaznaczono inaczej.
NCAA
- Uczestnik rozgrywek:
  - Elite Eight turnieju NCAA (2017)
  - Sweet 16 turnieju NCAA (2015, 2017)
  - II rundy turnieju NCAA (2015–2017)
- Zaliczony do:
  - I składu najlepszych pierwszorocznych zawodników:
    - Big East (2016)
    - NCAA – Kyle Macy Freshman All-America (2016 przez collegeinsider.com)

  - II składu Big East (2016)
  - składu Big East All-Academic (2015)